# 帕特雷
帕特雷（羅馬化：Patra），旧称和英語音譯为帕特拉斯（英語：Patras），是希腊西希腊大区阿哈伊亚专区的市镇，为所属大区及专区的首府，位于伯罗奔尼撒半岛西北部帕特雷湾畔。历史已超过4,000年。市镇面积为334.9平方公里，2021年，人口数为215922。

## 市镇
现今范围的市镇是在2011年地方政府改革中设立的，由原5个市镇合并而成，原市镇则称为新市镇的5个市区。帕特雷市区（即原帕特雷市镇）的面积为125.42平方公里。

## 友好城市
- 波兰 比得哥什
- 摩尔多瓦 基希讷乌
- 意大利 巴里
- 意大利 安科纳
- 阿尔巴尼亚 吉诺卡斯特
- 意大利 雷焦卡拉布里亚
- 塞浦路斯 利马索尔
- 罗马尼亚 克拉约瓦
- 波斯尼亚和黑塞哥维那 巴尼亚卢卡
- 塞浦路斯 阿莫霍斯托斯
- 法国 圣艾蒂安